# 3175 Netto
3175 Netto è un asteroide della fascia principale. Scoperto nel 1979, presenta un'orbita caratterizzata da un semiasse maggiore pari a 2,3656156 UA e da un'eccentricità di 0,2116633, inclinata di 0,64024° rispetto all'eclittica.
L'asteroide è dedicato all'astronomo brasiliano Edgar Rangel Netto.